# Bandera de Mozambique
La bandera nacional de Mozambique es una bandera tricolor horizontal de color verde oscuro, negro y amarillo dorado con fimbrias blancas y un triángulo isósceles rojo en el estandarte. El triángulo está cargado con una estrella dorada de cinco puntas en su centro, sobre la cual hay un arma de fuego, equipada con una bayoneta atravesada por una azada, superpuesta a un libro abierto. Los colores y símbolos de la bandera representan diferentes aspectos del pueblo mozambiqueño y su guerra de independencia.
El diseño actual, adoptado el 1 de mayo de 1983, está definido en la Constitución de Mozambique, y las normas relativas al uso de la bandera están descritas en el decreto n.º 47/2006, titulado Normas del Protocolo del Estado. El diseño se basa en la primera bandera del Frente de Liberación de Mozambique (FRELIMO), que gobierna el país desde su independencia de Portugal el 25 de junio de 1975. Desde la democratización de Mozambique en 1990, ha habido llamamientos para cambiar la bandera, en particular para eliminar el arma de fuego.

## Diseño
El diseño de la bandera se describe en el Título XVI, Artículo 297 de la Constitución de Mozambique, 2004 (revisión de 2007):

De arriba a abajo habrá franjas horizontales verdes, negras y doradas, separadas por franjas blancas. En el lado izquierdo habrá un triángulo rojo, en el centro del cual habrá una estrella. Sobre éste habrá una azada y una pistola cruzadas, superpuestas a un libro.

Si bien la constitución no especifica el número de puntas que debe tener la estrella de la bandera, universalmente se la representa con cinco puntas, como se ve, por ejemplo, en el sitio web oficial del gobierno mozambiqueño. De manera similar, el arma particular utilizada en el diseño no se menciona en la constitución, pero en general se entiende que es un AK-47 con una bayoneta adjunta. Es la única bandera nacional que presenta un arma de fuego moderna.

### Colores
Los colores de la bandera están definidos constitucionalmente, pero sus tonos específicos no. El Comité Organizador de los Juegos Olímpicos y Paralímpicos de Londres 2012 utilizó los siguientes códigos de color Pantone en 2012: verde, PMS 355; amarillo, PMS 109; y rojo, PMS 185. Sin embargo, estos tonos difieren de los utilizados en la bandera que aparece en el sitio web oficial del gobierno de Mozambique, que son verde, PMS 328; amarillo, PMS 102; y rojo, PMS 186.

### Simbolismo
La constitución de Mozambique explica el significado de los colores y símbolos de la bandera. El rojo representa la resistencia anticolonial y la defensa nacional, el verde representa el suelo del país, el amarillo dorado representa el subsuelo del país, el negro representa el continente africano y el blanco representa la paz y «la justicia de la lucha del pueblo mozambiqueño». La estrella representa «el espíritu de solidaridad internacional del pueblo mozambiqueño», mientras que el libro, la azada y el arma simbolizan la educación, la producción y la defensa, respectivamente.
El World Factbook de la Agencia Central de Inteligencia de Estados Unidos ofrece una explicación ligeramente diferente del simbolismo de la bandera. Afirma que el amarillo representa los minerales de Mozambique, la estrella representa el marxismo y el internacionalismo proletario, el arma representa la vigilancia además de la defensa, la azada representa la agricultura y el libro abierto subraya la importancia de la educación.

## Protocolo

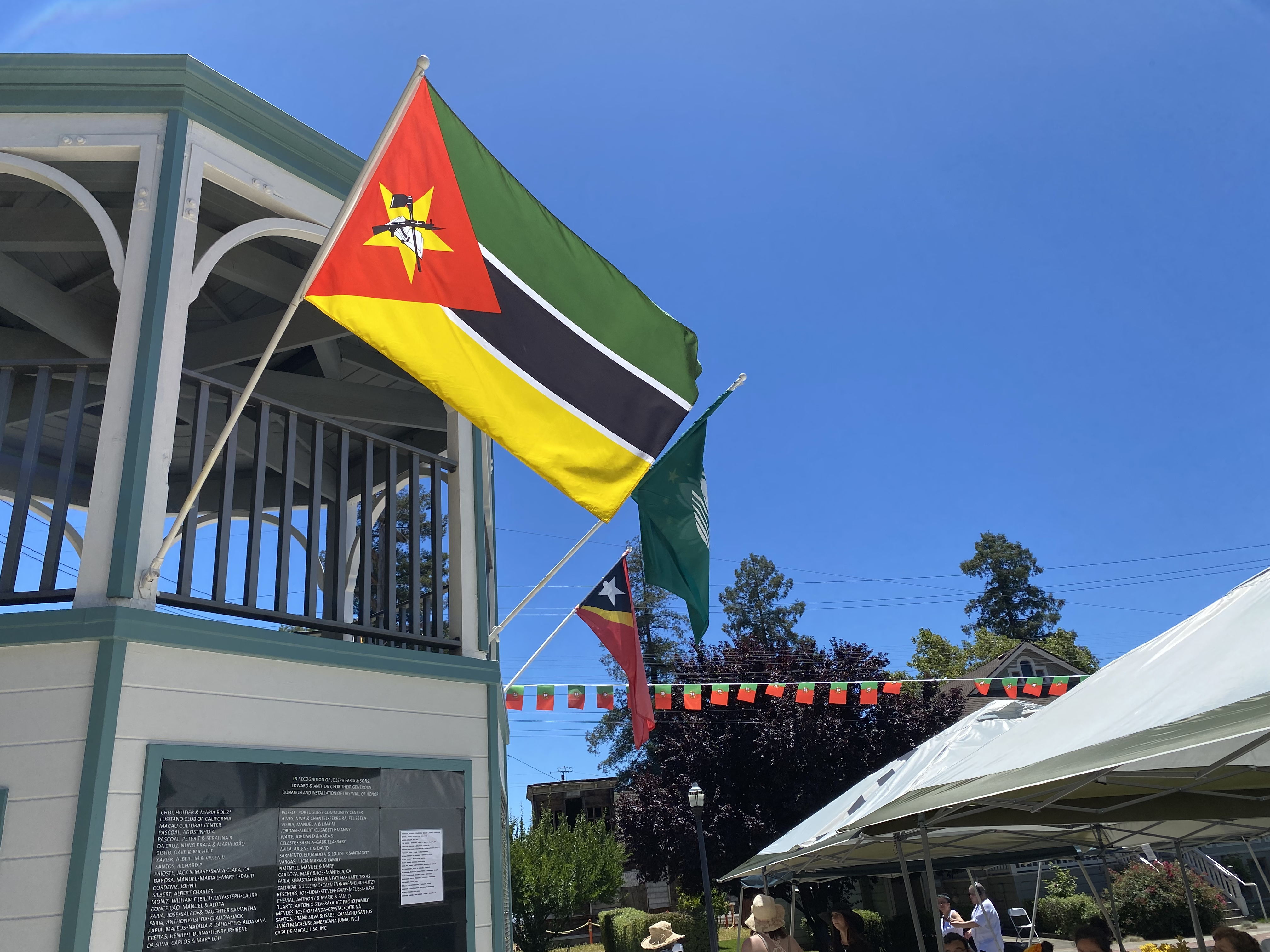
La bandera de Mozambique ondeando en el Festival Día de Portugal en San José (California)

El Gobierno de Mozambique estableció normas sobre el uso de la bandera nacional en el decreto n.º 47/2006, titulado Normas del Protocolo Estatal. Los artículos 49 y 50 de la ley especifican quién puede enarbolar la bandera y dónde debe izarse. La bandera puede ondear en propiedades públicas o privadas y en eventos como ceremonias de graduación y desfiles. La bandera deberá ondear en varios lugares, especialmente en instituciones estatales, incluidas oficinas gubernamentales, cuarteles, aeropuertos, escuelas y hospitales. Tienen derecho a enarbolar la bandera en sus vehículos: el presidente del país, el primer ministro, el presidente de la Asamblea de la República, el presidente del Tribunal Supremo, el presidente del Tribunal Administrativo, el presidente del Consejo Constitucional, los gobernadores provinciales y los jefes de misiones diplomáticas.
A pesar de la ley, muchas instituciones estatales y residencias oficiales izan banderas de calidad inferior o no izan ninguna debido a dificultades financieras y logísticas. Por ejemplo, un informe de 2023 del periódico mozambiqueño O País («El País») descubrió que la mayoría de estos edificios en la ciudad occidental de Tete no tenían la bandera nacional. Los que lo hicieron ondearon banderas «en mal estado y con colores alterados», incluida una bandera en la Escuela Secundaria Francisco Manyanga que estaba «completamente rota».

## Banderas históricas
Durante el período colonial portugués, Mozambique ondeó la bandera de Portugal. La guerra de Independencia de Mozambique entre Portugal y el Frente de Liberación de Mozambique (FRELIMO) terminó en septiembre de 1974 con la firma del Acuerdo de Lusaka y la formación de un gobierno de transición. Durante la transición de Mozambique a la independencia, la bandera de Portugal ondeó junto a la entonces bandera del FRELIMO, que era similar a la bandera actual del país pero sin ningún motivo en el triángulo. El vexilólogo estadounidense Whitney Smith sugiere que el diseño puede haberse inspirado en la bandera de Tanganica, donde el FRELIMO había estado operando en el exilio. Mientras tanto, el vexilólogo británico William Crampton afirma que la bandera del Congreso Nacional Africano de Sudáfrica fue la fuente de inspiración del FRELIMO.
La República Popular de Mozambique proclamó su independencia el 25 de junio de 1975 y se izó una nueva bandera nacional en lugar de las banderas portuguesa y del FRELIMO. El diseño y el significado de la nueva bandera se definieron en el Título IV, Artículo 68 de la Constitución de la República Popular de Mozambique (vigente de 1975 a 1990). La bandera estaba formada por cuatro franjas diagonales que emanaban del asta superior, separadas por fimbrias blancas. Las rayas eran, de arriba abajo, verde, roja, negra y amarilla. Cerca del polipasto superior había una rueda dentada blanca, cargada con una estrella roja y un AK-47 atravesado por una azada, superpuesto sobre un libro abierto. Los colores y símbolos de la bandera de la República Popular conservados en la bandera actual comparten el mismo significado. Los demás símbolos recibieron el siguiente significado por parte del gobierno mozambiqueño: la rueda dentada representa a la clase obrera y la producción industrial, mientras que la estrella roja representa el internacionalismo proletario. La bandera fue cambiada en abril de 1983 a una alteración de la bandera del FRELIMO; el símbolo de la bandera anterior estaba colocado sobre una gran estrella amarilla dentro del triángulo rojo. La rueda dentada se eliminó poco después, el 1 de mayo de 1983, lo que dio lugar al diseño actual de la bandera.

Bandera de Portugal (30 de junio de 1911-presente)
Primera bandera del FRELIMO
Bandera de Mozambique (25 de junio de 1975-abril de 1983)
Bandera de Mozambique (abril de 1983-1 de mayo de 1983)

## Propuestas para cambiar la bandera
La redacción de una nueva Constitución mozambiqueña en 1990 dio inicio a debates sobre la posibilidad de cambiar los símbolos nacionales del país, incluida la bandera nacional. Los críticos argumentaron que, debido a que la bandera nacional se parecía a la bandera del FRELIMO, era antitética a los llamados a la unidad nacional. Jorge Rebelo, miembro del buró político del FRELIMO, reconoció los debates en torno a la bandera, pero afirmó que ésta permanecerá sin cambios. Desde entonces, la principal crítica se ha dirigido a la inclusión del AK-47 en la bandera, que algunos mozambiqueños consideran una alusión a la violencia.
En 2005, el Gobierno de Mozambique organizó un concurso para diseñar una nueva bandera y emblema nacionales, como parte de un acuerdo de paz entre el FRELIMO y la Resistencia Nacional Mozambiqueña (RENAMO). La RENAMO había luchado contra el FRELIMO en una guerra civil que duró dieciséis años, antes de convertirse en el principal partido de oposición de Mozambique. La RENAMO pidió la eliminación del AK-47 y de la estrella de la bandera. José Gabriel Manteigas, parlamentario de RENAMO, hizo la siguiente crítica:

Como país pacífico, no se puede tener una bandera con un arma. Los niños que ahora crecen en paz ven una bandera con una pistola y no tiene sentido. En cuanto a la estrella, cualquiera que haya visto la bandera soviética sabe que una estrella es la marca del comunismo. Es cierto que la estrella amarilla de la bandera de Mozambique parece tomada de una bandera anterior del FRELIMO con un martillo y una azada cruzados bajo una estrella amarilla, un pariente consanguíneo de la antigua hoz y martillo soviética.

El entonces presidente mozambiqueño Joaquim Chissano, exlíder del FRELIMO, respondió a las críticas de Manteigas diciendo: «Si la estrella única de Mozambique simbolizara el comunismo, la bandera de las barras y estrellas colocaría a los Estados Unidos entre las naciones más izquierdistas del mundo». En defensa adicional de la bandera, los partidarios del FRELIMO argumentaron que el AK-47 es un símbolo de la determinación del pueblo mozambiqueño de proteger su país, y la estrella es un símbolo de la solidaridad africana.
En el concurso de 2005 se recibieron un total de 169 propuestas, todas ellas revisadas por un panel de cinco jueces. Las propuestas fueron finalmente rechazadas por la Asamblea de la República, que votó por 155 a 79 en contra del cambio de bandera. Todos los votos en contra fueron del FRELIMO, y todos los votos a favor fueron del RENAMO.

### Citas
1. 1 2 3  Constitución de la República de Mozambique, 2007, Título XVI, Artículo 297.
2. ↑  Gobierno de Mozambique, 2015.
3. ↑  Enciclopedia Británica, 2024. «The symbolic value of the AK-47 to such movements is demonstrated by its presence on the coats of arms of numerous countries as well as on the flag of Mozambique».
4. ↑  Chivers, 2011, p. 15. «An AK-47 with bayonet attached appears on the flag of Mozambique ...».
5. ↑  Wheeler, 1990, p. 161. «Samora Machel, who declared the country's name as the People's Republic of Mozambique and placed a depiction of a Soviet AK47 Kalashnikov on the national flag».
6. ↑  Marshall, 2017, p. 73. «The single most interesting thing about it is the AK-47 assault rifle with a fixed bayonet on its left-hand side. This is the only national flag in the world with a modern weapon symbolised on it».
7. ↑  LOCOG, 2012, p. 74.
8. ↑  Agencia Central de Inteligencia, 2024.
9. 1 2  Organización Internacional de Protocolo, 2024.
10. 1 2  Gobierno de Mozambique, 2006, Decreto no. 47/2006, Artículo 49.
11. ↑  Gobierno de Mozambique, 2006, Decreto no. 47/2006, Artículo 50.
12. ↑  O País, 2023.
13. ↑  Mohr, 1975.
14. ↑  Munslow, 1988, p. 25.
15. 1 2 3  Smith, 2001.
16. 1 2  Flag Research Center, 1983, p. 242.
17. ↑  Crampton, 1990, p. 40.
18. ↑  Zeman, 2024, p. 248.
19. 1 2 3  Constitución de la República Popular de Mozambique, 1975, Título IV, Artículo 68.
20. ↑  Hall y Young, 1991, p. 102.
21. 1 2  Seleti, 1997, p. 57.
22. 1 2  Marshall, 2017, p. 73.
23. 1 2 3 4 5 6  Wines, 2005.
24. ↑  Morier-Genoud, Cahen y do Rosário, 2018, p. 1.
25. ↑  Reuters, 2005.